# Jelena Anatoljewna Beljakowa
Jelena Anatoljewna Beljakowa (russisch Еле́на Анато́льевна Беляко́ва, engl. Transkription Yelena Belyakova; * 7. April 1976 in Dolgoprudny, RSFSR, Sowjetunion) ist eine ehemalige russische Leichtathletin, die sich auf den Stabhochsprung spezialisiert hat.

## Sportliche Laufbahn
Erste internationale Erfahrungen sammelte Jelena Anatoljewna Beljakowa im Jahr 1997, als sie bei den Hallenweltmeisterschaften in Paris mit übersprungene 3,90 m in der Qualifikationsrunde ausschied. Im Jahr darauf siegte sie mit 4,38 m bei den Goodwill Games in New York City, ehe sie bei den Europameisterschaften in Budapest in der Vorrunde ohne Höhe blieb. 1999 gelangte sie bei den Hallenweltmeisterschaften in Maebashi mit 4,05 m auf Rang 21 und im Sommer belegte sie bei den Freiluft-Weltmeisterschaften in Sevilla mit 4,35 m den achten Platz. Im Jahr darauf gewann sie bei den Halleneuropameisterschaften in Gent mit 4,35 m die Silbermedaille hinter der Tschechin Pavla Hamáčková und im September brachte sie bei den Olympischen Sommerspielen in Sydney in der Qualifikationsrunde keine Höhe zustande. 2002 belegte sie bei den Halleneuropameisterschaften in Wien mit 4,20 m den achten Platz und im August gelangte sie bei den Freiluft-Europameisterschaften in München mit 4,50 m auf Rang vier. Im Jahr darauf klassierte sie sich bei den Weltmeisterschaften nahe Paris mit 4,45 m im Finale auf dem achten Platz. 2006 beendete sie dann ihre aktive sportliche Karriere im Alter von 30 Jahren.
In den Jahren von 1998 bis 2000 und 2003 wurde Beljakowa russische Meisterin im Stabhochsprung im Freien sowie 1999 auch in der Halle.